# حزب العمل الاشتراكي العربي
حزب العمل الاشتراكي العربي هو حزب سياسي عربي يساري وفصيل في حركة القوميين العرب. كان الدكتور جورج حبش أمينه العام. له تفرعات قطرية في عدد من الدول كحزب العمل الاشتراكي العربي-لبنان وحزب الشعب الثوري الأردني (حُلَّ بنهاية الثمانينيات).